# Geer & Goor: Effe geen cent te makken
Geer & Goor: Effe geen cent te makken is een televisieprogramma van RTL 4 met de zangers Gerard Joling en Gordon als hoofdpersonen.

## Programma-inhoud
Het programma is een kruising van hun vroegere tv-hit Joling & Gordon over de vloer en De Frogers: Effe geen cent te makken. De titelsong van het programma is een aangepaste versie van Als je alles hebt gehad, dat voor Over de vloer werd gebruikt.
In het programma leven de zangers een maand lang van een AOW, wonen gedurende die tijd in een woning in Amsterdam-Noord en zetten zich in voor het Nationaal Ouderenfonds. De eerste uitzending was op 3 oktober 2013 en werd bekeken door 1.960.000 mensen. De volgende afleveringen behaalden meer dan 2 miljoen kijkers.
Als vervolg op deze serie maakten Gerard en Gordon in 2014 het programma Geer & Goor: waarheen, waarvoor?, waarin ze wensen van ouderen in vervulling laten gaan.

## Geer en Goor gaan toch nog effe doorbenefietgala
Op 11 december 2013 werd het Geer en Goor gaan toch nog effe door benefietgala uitgezonden vanuit Studio 22 in Hilversum. In de twee uur durende liveshow op RTL 4 werd nogmaals aandacht gevraagd voor het Nationaal Ouderenfonds.